# نسل نخست کنسول‌های بازی ویدئویی
نخستین نسل از کنسول‌های بازی ویدئویی با عرضه کنسول مگناوکس ادیسه در سال ۱۹۷۲ آغاز شد و تا عرضه کنسول‌هایی با سبک پونگ در سال ۱۹۸۰ ادامه داشت. این دسته از کنسول‌ها همراه با بازیهای مشخصی در درون کنسول ارائه می‌شد و تنها آخرین مدل کولکو به نام تل استار آرکید شامل چهار کارتریج بود که همراه با کنسول عرضه شد.

## پیدایش نخستین کنسول‌ها

### مگناوکس ادیسه

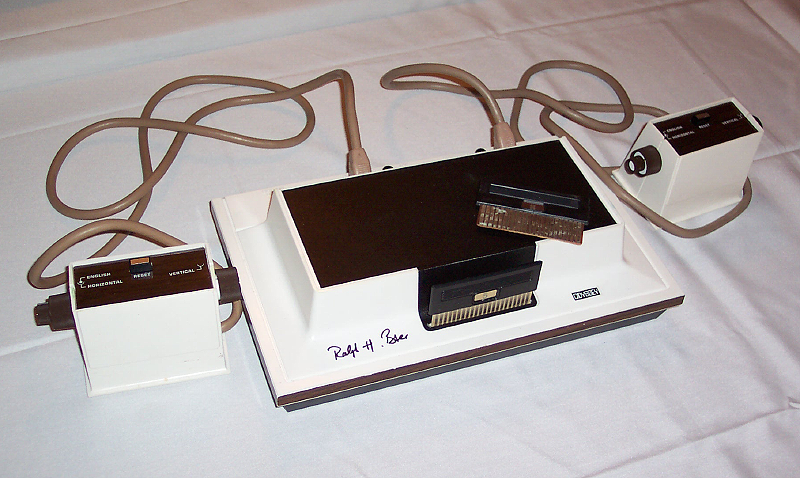
تصویری از نخستین مدل مگناوکس ادیسه که پیش از انتشار رسمی، با نام جعبه قهوه ای شناخته می‌شد.

از مقاله اصلی دیدن کنید: مگناوکس ادیسه

رالف بائر، سازنده این کنسول در سال ۱۹۶۶ اقدام به تحریر درآوردن مقاله‌ای چهار صفحه‌ای در مورد چگونگی اجرای بازی‌های تعاملی بر روی دستگاه‌های تلویزیون نوشت و سپس در همان سال جعبه قهوه‌ای را ابداع کرد. جعبه قهوه‌ای در سال ۱۹۷۱ به صورت یک محصول ثبت شد و در سال ۱۹۷۲ با نام کنسول مگناوکس ادیسه پا به عرصه وجود گذاشت.

درحال حاضر این کنسول در مؤسسه اسمیتسونین موزه ملی تاریخ آمریکا در واشینگتن دی‌سی نگه‌داری می‌شود. وب گاه آی‌جی‌ان در سال ۲۰۰۹ نام این کنسول را در میان ۲۵ کنسول برتر در تمام دوران‌ها آورده‌است.

بازی‌های این کنسول شامل ورزش‌های فوتبال، والیبال، تنیس، بسکتبال، بیسبال، هاکی، هندبال، فوتبال آمریکایی و انواع اقسام بازی‌های اکشن جنگی و کودکانه بود. در مجموع ۱۰ عدد کارتریج بازی برای این کنسول عرضه شد و قرار بود که کارتریج یازدهم اختصاص به بازی بسکتبال داشته باشد که چندی پس از اعلام این خبر، عرضه این بازی منتفی شد.
مگناوکس ادیسه توانست در مجموع بیش از ۳۳۰٫۰۰۰ نسخه در جهان فروش داشته باشد که برای نخستین کنسول بازی در آن زمان، رقم خوبی بود.

## مقایسه
| نام کنسول         | مگناوکس ادیسه  | سری ادیسه              | آتاری هوم پونگ    | تل‌استار                                | نینتندو کالر تی‌وی گیم |
| ----------------- | -------------- | ---------------------- | ----------------- | -------------------------------------- | --------------------- |
| کنسول             |                |                        |                   |                                        |                       |
| سازنده            | مگناوکس        | مگناوکس - فیلیپس       | آتاری             | کولکو                                  | نینتندو               |
| قیمت در زمان عرضه | ۹۹ دلار آمریکا | ۱۰۰ تا ۲۳۰ دلار آمریکا | ۹۸.۹۵ دلار آمریکا | ۵۰ دلار آمریکا                         | ۳۶ - ۱۷۹ دلار آمریکا  |
| تاریخ عرضه        | می ۱۹۷۲ ۱۹۷۴   |                        |                   |                                        |                       |
| رسانه             | برد مدار چاپی  | تراشه درونی            | تراشه درونی       | تراشه درونی و کارتریج (تنها آخرین مدل) | تراشه درونی           |
| امکانات           | تفنگ نوری      | ندارد                  | ندارد             | کنترلر                                 | ندارد                 |
| فروش              | ۳۵۰,۰۰۰        | نامعلوم                | ۱۵۰,۰۰۰           | ۱ میلیون                               | ۳ میلیون              |